# Underworld (album d'Adagio)
Pour les articles homonymes, voir Underworld.
Albums de Adagio
Sanctus Ignis
(2001) A Band in Upperworld
(2004)
Underworld est le second album studio du groupe de metal progressif français Adagio.
L'utilisation d'une véritable chorale, de parties de piano à l'influence contemporaine et des vocaux extrêmes font de ce 2e album
un disque à part dans la discographie du groupe.
Niflheim, dernier titre du disque, est le seul morceau cocomposé par Stéphan Forté et Franck Hermanny.
Dans la mythologie nordique, Niflheim (« monde de la brume » ou « monde de l'obscurité ») est un monde glacial où résident ceux qui sont morts de maladie ou de vieillesse. 
Il est situé au nord, sous la troisième racine d'Yggdrasil.

## Titres
1. Next Profundis – 7:40
2. Introitus/Solvet Saeclum In Favilla – 8:14
3. Chosen – 7:52
4. From My Sleep To Someone Else – 6:37
5. Underworld – 13:25
6. Promises – 5:04
7. The Mirror Stage – 6:32
8. Niflheim – 8:10

- Hreidmarr (Anorexia Nervosa) est invité en guest, et « chante » sur les chansons 4 et 7.